# Bastien Héry
Bastien Charles Patrick Héry (Brou-sur-Chantereine, 23 marzo 1992) è un calciatore malgascio con cittadinanza francese, centrocampista svincolato.

## Carriera

### Club
In carriera ha giocato 11 partite di qualificazione alle coppe europee, 4 per la Champions League e 7 per l'Europa League, tutte con il Linfield.

### Nazionale
Dopo aver giocato nella nazionale francese Under-18, nel 2020 ha esordito con la nazionale malgascia.

## Palmarès

### Club

#### Competizioni nazionali
- Campionato nordirlandese: 1

Linfield: 2019-2020